# فرانك تورنر
فرانك تورنر (بالإنجليزية: Frank Turner)‏ هو مغن مؤلف بريطاني، ولد في 28 ديسمبر 1981 في المنامة في البحرين.

## وصلات خارجية
- الموقع الرسمي
- فرانك تورنر على موقع IMDb (الإنجليزية)
- فرانك تورنر على موقع ميوزك برينز (الإنجليزية)
- فرانك تورنر على موقع أول ميوزيك (الإنجليزية)
- فرانك تورنر على موقع ديسكوغز (الإنجليزية)
- فرانك تورنر على موقع قاعدة بيانات الفيلم (الإنجليزية)